# Woermann-Linie

Hausflagge der Woermann-Linie

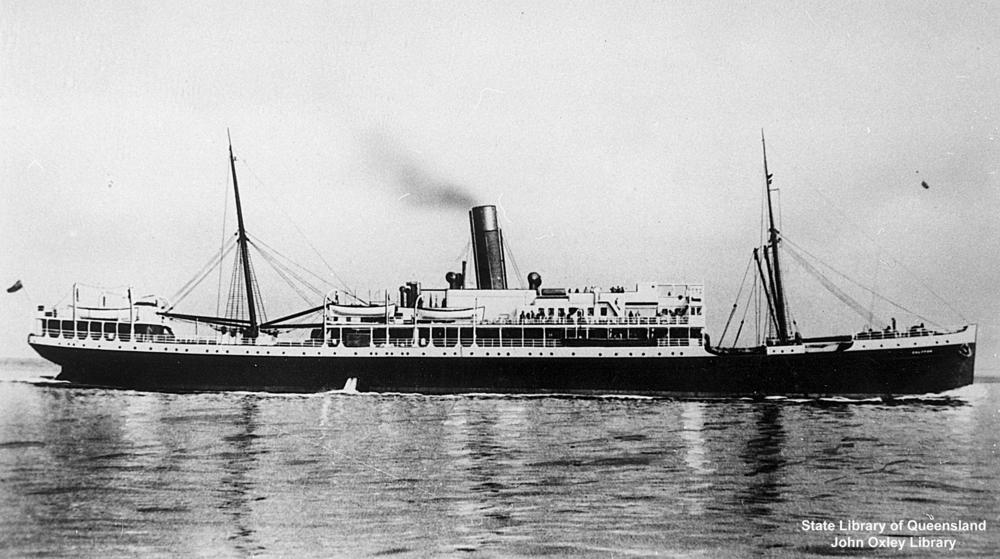
Passagierschiff Alexandra Woermann

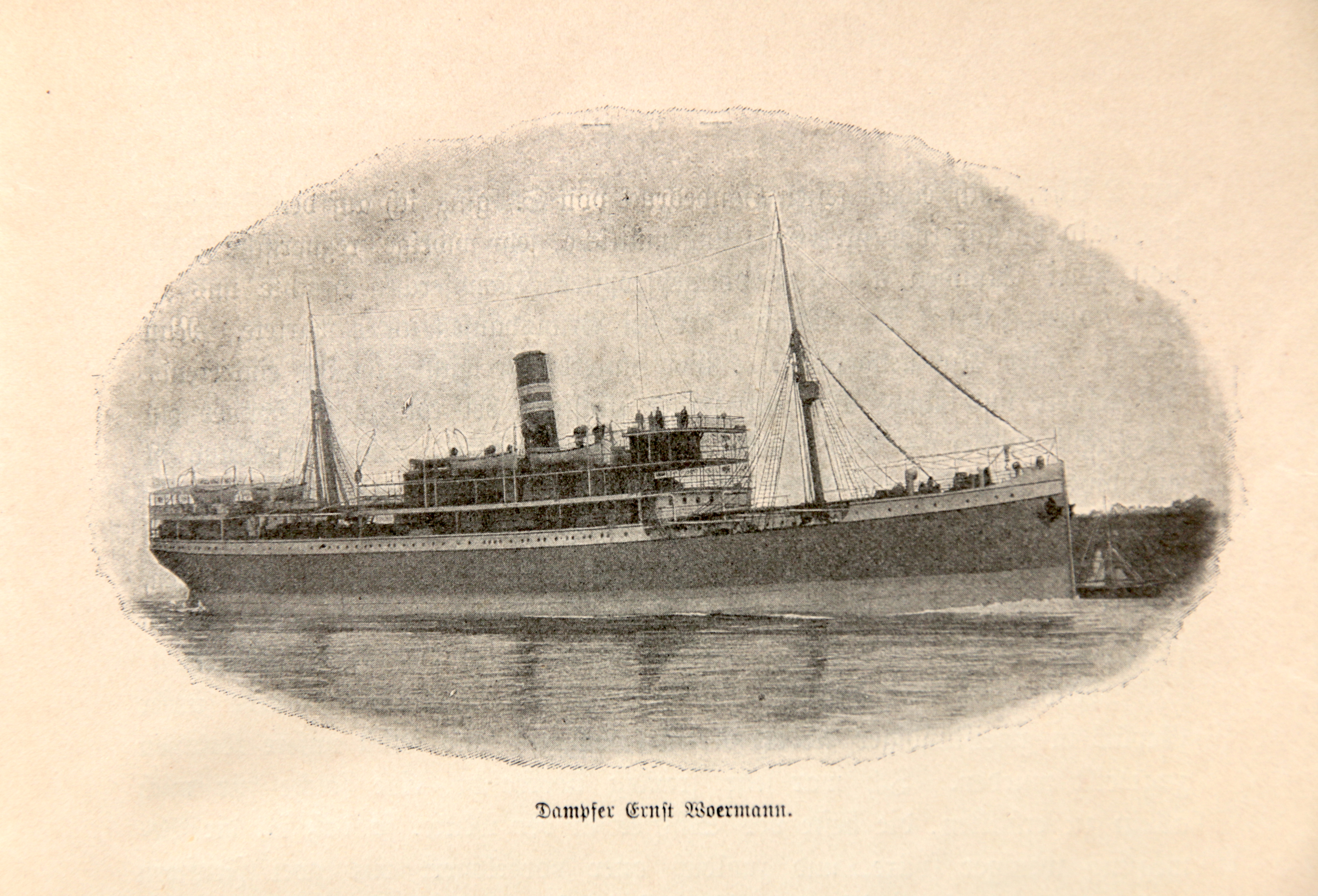
Dampfer Ernst Woermann

Die Woermann-Linie war eine Hamburger Reederei. Sie bestand von 1885 bis 1941 und zählte zu ihrer Zeit zu den bedeutendsten Reedereien in der Afrikafahrt. Sie hatte ihren Firmensitz ab 1899 im sogenannten Afrikahaus in der Großen Reichenstraße. Sie war zeitweilig die größte Privatreederei der Welt.

## Geschichte

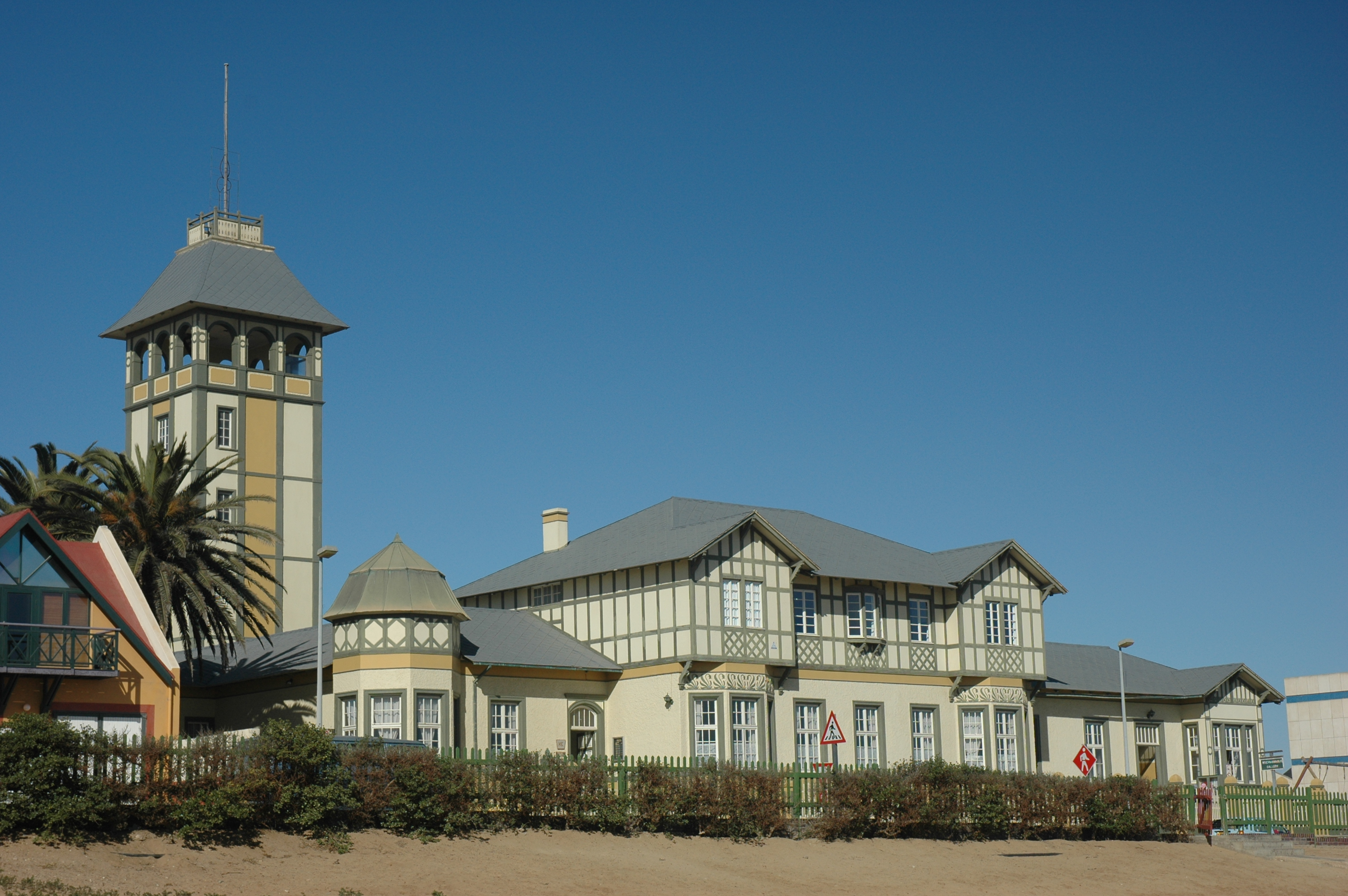
Woermann-Haus in Swakopmund

Die Wurzeln der Reederei lassen sich bis 1849 zurückverfolgen, in dem das Handelshaus C. Woermann das erste Segelschiff nach Westafrika sandte. Fünf Jahre darauf eröffnete Woermann die erste westafrikanische Niederlassung. Aus den Aktivitäten des Hauses Woermann an der westafrikanischen Küste entstand in den 1870er Jahren ein Küstendienst der Reederei Woermann.

Vertretung in der Hamburger Straße in Lomé (vor 1910)

Der Gesellschaftervertrag der Afrikanische Dampfschiffs-Actiengesellschaft (Woermann-Linie) ist datiert auf den 15. Juni 1885. Gründer der Gesellschaft waren: Johann August Gottfried Bolten, Theodor Wille, Carl Ferdinand Laeisz, Eduard Friedrich Weber, Adolph Woermann, Ernst Barth und Ernst Gossler. Zum Vorstand der Gesellschaft wurde Ernst Barth gewählt. Gesellschaftszweck war die Übernahme der bisherigen von C. Woermann betriebenen Fahrten nach Westafrika. Dazu übernahm sie von der Firma C. Woermann fünf Dampfschiffe. 1890 wurde die Deutsche Ost-Afrika Linie gegründet, um das Fahrtgebiet auf weitere Teile Afrikas auszudehnen. 1884 wurde Deutsch-Südwestafrika zum deutschen Schutzgebiet, woraufhin die Woermann-Flotte ausgebaut wurde.
Während und nach dem Aufstand der Herero und Nama in Deutsch-Südwestafrika, dem heutigen Namibia, verdoppelte die Woermann-Linie ihre eingesetzte Flotte von 65.000 BRT im Jahr 1904 innerhalb von drei Jahren auf rund 130.000 BRT. Die Linie wickelte mit eigenen und gecharterten Schiffen den Verkehr zur Unterstützung der umstrittenen Militäraktion ab. Woermann hatte hierbei aufgrund alter Verträge das alleinige Recht, Swakopmund anzulaufen, was dem Unternehmen hier ein Transportmonopol bescherte. Die Firma nutzte dies aus, indem sie ihre Frachtraten bis zum Dreißigfachen des üblichen Preises erhöhte. Wegen der vertraglichen Vereinbarungen war hierzu kein rechtlicher Einwand möglich, zumal Adolph Woermann, bis 1903 Präses der Hamburger Handelskammer und einflussreicher Abgeordneter der Nationalliberalen im Reichstag, sich gegen jede Kritik, gerade auch von sozialdemokratischer Seite, verwahrte. Entsprechend hatte er sich auch schon für den unbeschränkten Handel mit Spirituosen, auch und gerade in den afrikanischen Kolonien, eingesetzt, was zu einer regelrechten „Überschwemmung“ der Kolonien mit billigem Alkohol, wie etwa von Kühne + Nagel bereitgestellt, führte. Woermanns Fracht nach Togo bestand zu 58 Prozent aus Alkohol.
1906 begann die Hamburg-Bremer Afrika-Linie (HBAL) der Hamburger Firma Menzell & Co. eine Konkurrenzlinie aufzubauen. Alleine konnte die HBAL sich zwar nicht behaupten, sie wurde aber vor ihrem drohenden Zusammenbruch vom Norddeutschen Lloyd übernommen. Woermann ging daraufhin auf ein Angebot Albert Ballins ein, eine Betriebsgemeinschaft mit der HAPAG zu schließen. Diese erhielt ab 1907 ein Viertel des Transportanteils der Westafrikafahrt und übernahm acht überzählige Woermann-Dampfer. Auch die Deutsche-Ost-Afrika-Linie trat dem Gemeinschaftsdienst bei und im Jahr 1908 schloss sich die Hamburg-Bremer Afrika-Linie dem Gemeinschaftsdienst im Frachtverkehr nach Westafrika an.

Speisekarte einer Kreuzfahrt der Woermann-Linie von 1934 (Titelblatt)

Nach dem Tod von Adolph Woermann im Jahr 1911 übernahm Eduard Woermann seine Nachfolge. 1916 verkaufte er die Woermann-Linie und die Deutsch-Ost-Afrika-Linie an ein Konsortium aus HAPAG, Norddeutschem Lloyd (NDL) und Hugo Stinnes. Die Stinnes-Anteile wurden 1921 von HAPAG und NDL übernommen. 1927 schrieb man den Deutschen Afrika-Dienst-Vertrag von 1907 um weitere 20 Jahre fort und gelangte in den folgenden Jahren kurzzeitig in ruhigeres Fahrwasser.

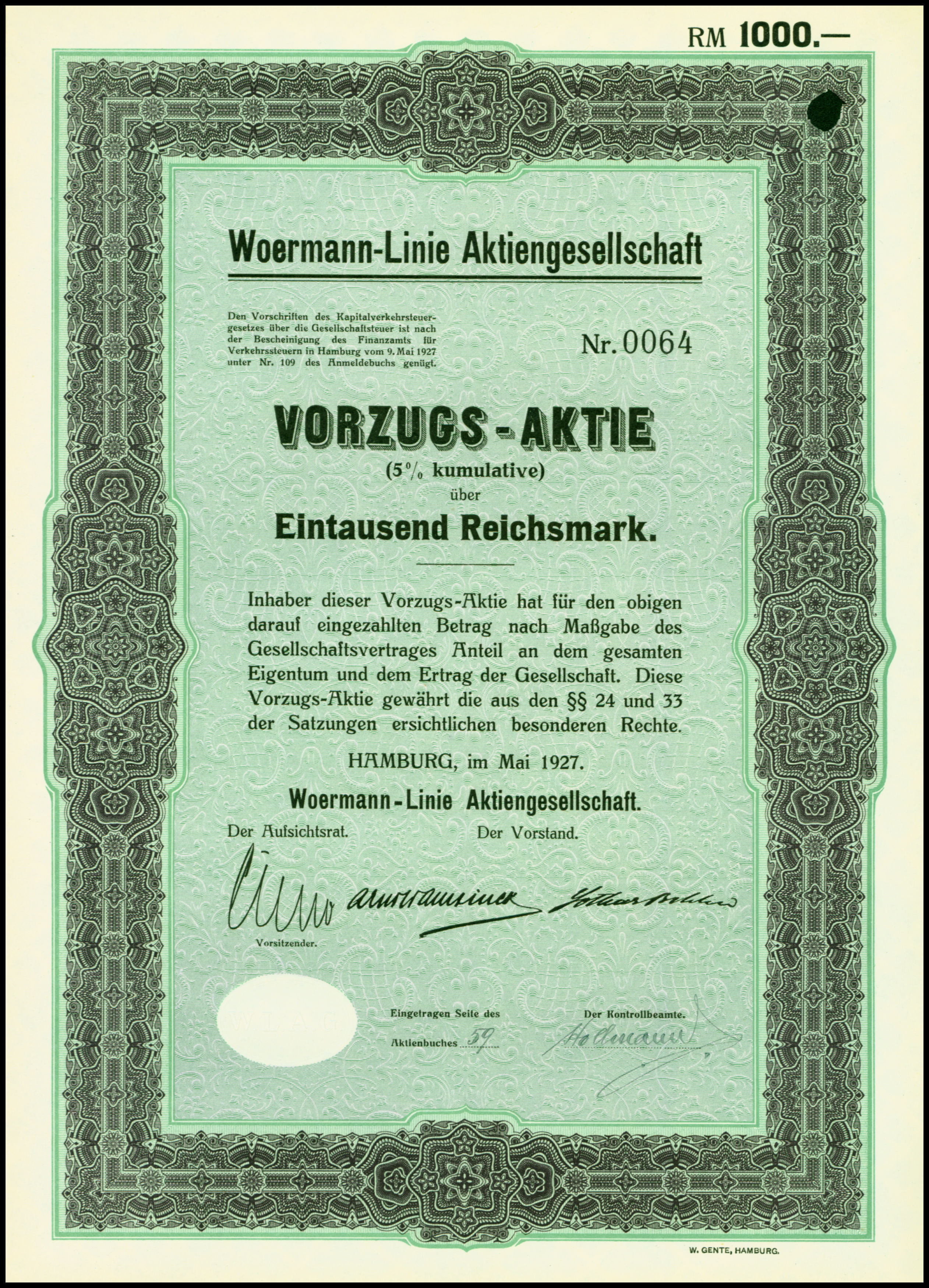
Vorzugsaktie der Woermann-Linie vom Mai 1927

Ein Jahr nach der Machtergreifung durch die NSDAP wurde 1934 eine Neuordnung der deutschen Schifffahrt durchgeführt, in der die großen Schifffahrtskonzerne aufgeteilt wurden. Die HAPAG und der Norddeutsche Lloyd mussten ihre Anteile an der Woermann-Linie an das Deutsche Reich abgeben. 1941 veräußerte das Reich diese Anteile an den Zigarettenfabrikanten Philipp F. Reemtsma. Dieser verkaufte sie an den Reeder John T. Essberger, der in der Nachkriegszeit nur die Deutsche Afrika-Linien fortführte, die Woermann-Linie aber nicht weiterbetrieb. Der Maler und Grafiker Tom Hops fuhr einige Jahre als Zahlmeister bei der Woermann-Linie zur See.